# Nissan Skyline
La Nissan Skyline est une automobile haut de gamme, produite à l'origine par la société Prince Motor à partir de 1957 puis par Nissan après la fusion des deux sociétés en 1966.
Elle en est aujourd'hui à sa 12e génération. Cette voiture, principalement vendue au Japon, fut rendue célèbre dans le monde entier grâce à sa version GT-R. La Skyline est disponible en berline et en coupé. La version précédente V36 est vendue sous le nom d'Infiniti G37, Infiniti étant la branche haut de gamme de Nissan. La version v37 était vendue sous le nom d'infiniti q50 en Europe jusqu'en 2019, et dans le reste du monde et sous le nom de Nissan Skyline v37 au Japon.

## Première génération

### ALSI-D

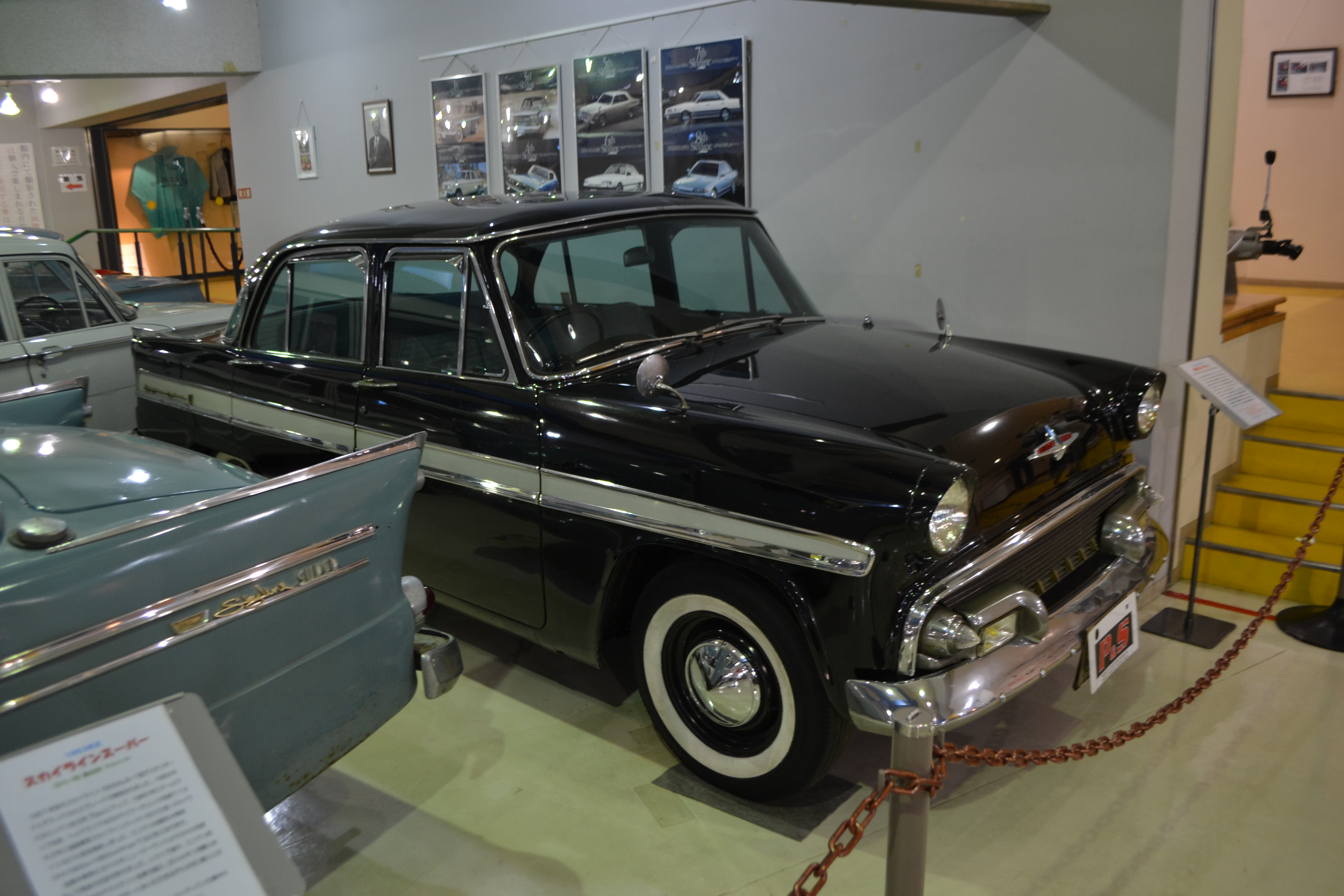
Prince Skyline ALSID-1.

La première Skyline est dévoilée le 24 avril 1957, au Théâtre Takarazuka à Hibiya, Tokyo, par Fuji Precision Industries, qui la commercialise comme une voiture de luxe. La même année, elle fait son apparition au salon de l'automobile de Paris, marquant ainsi le premier dévoilement d'une voiture japonaise sur le sol européen. Équipée d'un moteur GA-30 de 1,5 L (1 482 cm3) (également désigné sous le nom de FG4A-30), produisant 44 kW (60 ch) à 4 400 tr/min, ce moteur était auparavant utilisé dans le prototype de la Subaru 1500, la première voiture de Subaru. La suspension arrière à tube de Dion est utilisée, et elle peut atteindre une vitesse de 140 km/h. Le poids de la voiture est d'environ 1 300 kg. Les Skyline étaient disponibles en berlines à quatre portes et en breaks à cinq portes. Deux modèles étaient proposés : l'ALSIS-1 standard et l'ALSID-1 Deluxe. L'esthétique de l'ALSI-1 semble être influencée par les voitures américaines des années 1950 (l'avant ressemble à celui de la Chevrolet Bel Air de 1957) ; elle comporte des ailerons arrière, des moulures chromées et une peinture bicolore. Le Prince héritier Akihito a été gratifié d'une Skyline Deluxe ALSID-1 de l'année 1957. Sa carrosserie arbore une teinte verte conçue spécialement à son intention. Elle est dotée d'un moteur GB-1 de 1 900 cm3.

#### ALSIS-1
Le modèle standard ALSIS-1 présente une façade ornée d'une calandre caractérisée par une imposante barre centrale, surmontée de six lamelles verticales. Les bandes latérales s'étendent directement depuis l'arrière du véhicule jusqu'aux portes avant, où elles prennent la forme d'un V, s'élargissant et s'inclinant vers le haut jusqu'à rencontrer la partie avant de la voiture. L'écusson latéral arbore l'inscription « Skyline ».

#### ALSID-1 Deluxe
La version ALISD-1 Deluxe de la voiture présente une calandre distincte par rapport au modèle standard. La large barre centrale est absente, remplacée par une paire de phares antibrouillard positionnés juste à l'intérieur des clignotants avant. Entre ces phares antibrouillard, l'inscription « PRINCE » est apposée en lettres dorées individuelles. Une bande latérale peinte, encadrée d'une bande chromée, s'étend horizontalement sur toute la longueur de la voiture, s'élargissant progressivement de l'avant vers l'arrière. Sur cette bande latérale figure l'écusson latéral portant l'inscription « Skyline Deluxe ».
Par ailleurs, la gamme Skyline a donné naissance à deux variantes utilitaires : la camionnette à double cabine ALPE et la camionnette de livraison ALVE, toutes deux commercialisées sous l'appellation de Skyway. Elles succèdent ainsi aux Sedan Commerciales lancées en 1952. Les Skyway se déclinent en versions station-wagon/van (ALVG) et pickup (ALPE) de la Skyline, offrant une capacité de charge de 500 kg. Elles rivalisent directement avec les Toyopet Master. Leur moteur est le même que celui de la berline, et les versions développant 70 ch sont distinctement marquées par un badge apposé à l'arrière. En février 1960, les Skyway ALVG-2 et ALPE-2 adoptent quatre phares avant, une caractéristique que la berline ne reçoit qu'en septembre de la même année. Une troisième porte peut être ajoutée en option du côté passager pour le van.

### ALSI-2

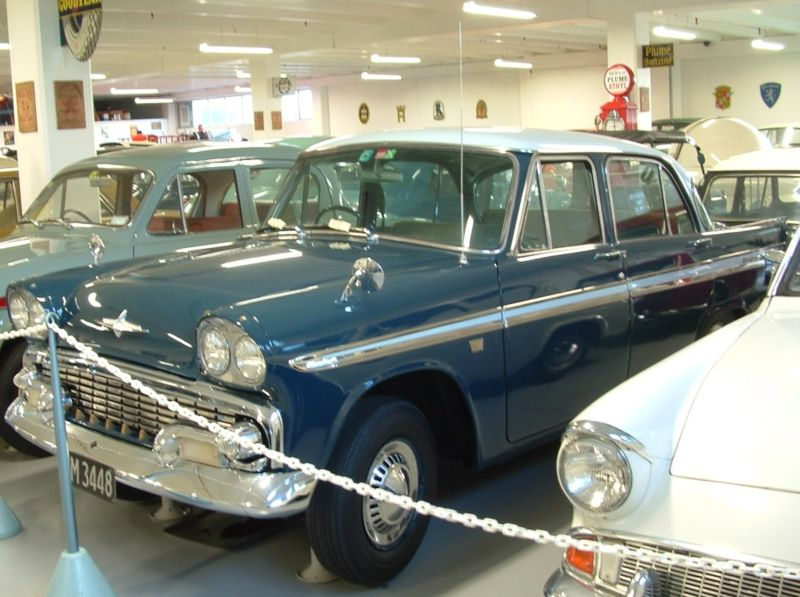
Prince Skyline ALSI-2.

La série ALSI-2 a fait son apparition en octobre 1959, offrant une continuité presque intégrale avec la série ALSI-1, exception faite du moteur. Grâce à un carburant de meilleure qualité, la compression a pu être augmentée, engendrant une montée en puissance à 70 ch (71 ch) pour le moteur nouvellement désigné FG4A-40 (également connu sous le nom de GA-4).
La série ALSI-2-1 est lancée en février 1960. Les modèles Deluxe ainsi que les versions commerciales bénéficient de mises à jour comprenant des phares quadruples (tandis que le modèle standard conserve des phares doubles). De plus, la conception de la bande latérale est modifiée sur les modèles standard ; sa forme en V est déplacée des portes avant vers les portes arrière. En revanche, sur les modèles Deluxe, le design de la bande latérale demeure inchangé. Le modèle standard a lui aussi été pourvu de phares quadruples en septembre 1960, lors du lancement de la série ALSI-2-2.

### BLSI-3
La gamme BLSI-3 est dévoilée en mai 1961, marquant une évolution significative dans l'offre de véhicules. Abandon du moteur 1500 au profit du puissant moteur quatre cylindres à soupapes en tête GB-4 de 1,9 L de cylindrée et délivrant une puissance de 91 chevaux (92 ch), également connu sous le nom de FG4B-40, initialement utilisé dans la Gloria. Cette décision stratégique s'inscrit dans une démarche visant à accroître les performances et l'efficacité des véhicules.
La série BLSI se distingue essentiellement de sa prédécesseure, la série ALSI, par l'ajout d'un badge « 1900 » apposé sur le côté. Cette mise à jour est généralisée au modèle standard en octobre 1961, consolidant ainsi la transition vers ce moteur plus performant. Parallèlement à ces évolutions, des variantes commerciales demeuraient disponibles, toutes équipées du nouveau moteur, offrant ainsi aux clients une gamme élargie de choix, tout en capitalisant sur les avantages de cette nouvelle motorisation.

### S21
La gamme S21, lancée en septembre 1962, représente une étape significative dans l'histoire de l'automobile. Ce modèle, qui a été produit jusqu'en novembre 1963, subit une refonte majeure de sa façade avant dans le dessein de moderniser son apparence. Toutefois, cette initiative s'est avérée peu fructueuse, car la voiture acquit une allure composite, mêlant des éléments des décennies précédentes et des années 1960 naissantes. La S21 persiste à exploiter le moteur GB-4, d'une cylindrée de 1,9 litre.
Dans le cadre de cette refonte, la configuration de la camionnette à trois portes a été abandonnée, au profit d'un break à cinq portes. En parallèle, une version à double cabine de la camionnette est demeurée disponible, élargissant ainsi les options de carrosserie proposées aux consommateurs.
En 1962, lors du rallye Liège-Sofia-Liège, précurseur du futur Marathon de la Route, une Prince Skyline numéro 15 prend part à la compétition. L'équipage français, composé de Jean Pagès et Claude Le Guezec, se relaye au volant. L'épreuve s'étend sur une distance de 5600 kilomètres, parcourue en 93 heures. La Skyline abandonne en raison de problèmes mécaniques.

### BLRA-3 Skyline Sport
La Skyline Sport, dérivée de la S21 Deluxe, présente des carrosseries Michelotti produites à la main, disponibles en versions coupé et cabriolet. Ces véhicules sont propulsés par le moteur GB-4 de 1,9 L issu de la S21D. Bien que la production ait été limitée à quelques centaines d'unités, Prince Motors adopte une stratégie de placement de produit très agressive, les intégrant dans de nombreux films de la société Tōhō du début des années 1960, aux côtés des modèles grand public de la marque. Les phares inclinés de la Skyline Sport évoquent les lignes esthétiques des voitures américaines de la fin des années 1950 et du début des années 1960, telles que les Lincoln Continental, Buick et Chrysler 300. Cette esthétique présente des similitudes avec la Lancia Flavia et la Triumph Vitesse des années 1960, notamment grâce à l'influence de Michelotti sur les véhicules Lancia à cette époque. Il est à noter que la conception par Giugiaro de la brève Gordon Keeble GT a également influencé de manière similaire. En tant que premier modèle orienté vers le sport, la Skyline Sport anticipait la future sous-gamme Skyline GT-R. Son design luxueux sera ultérieurement repris dans son homologue basé sur la même plate-forme, le Laurel.

## Deuxième génération

### S50
En 1961, Fuji Precision Industries a modifié sa dénomination en Prince Motor Company (pour la deuxième fois). Deux ans plus tard, en septembre 1963, la S50 Skyline Deluxe (S50D-1) a été présentée, suivie de la Skyline Standard (S50S-1) en avril 1964. Cette dernière constituait la deuxième génération de véhicules et s'est rapidement affirmée comme l'une des voitures les plus prisées au Japon. Elle était équipée du moteur G-1, décliné en versions de 68 ch ou 70 ch (51 kW), une évolution du précédent GA-4. La série S50 proposait une transmission à trois vitesses montée sur colonne ou une transmission à quatre vitesses au sol à partir de février 1965 (exclusivement pour le modèle Deluxe). En juin 1966, une option de boîte automatique à deux vitesses a été introduite pour le modèle Deluxe. En avril 1964, une version moins chère et plus simple, destinée principalement aux conducteurs de taxi et autres professionnels, a été ajoutée. Cette version, baptisée Standard, était également dépourvue de pare-chocs, ce qui la rendait plus courte de 11 cm. La gamme S50 comprenait trois modèles principaux : la S50-1 (1964-1966), la légèrement remaniée S50-2 (1966-1967) et la S50-3 (1967-1968). Tous utilisaient le même moteur, la dernière S57 étant équipée d'une unité plus moderne.
Sur le plan esthétique, la S50-1 arborait des feux stop arrondis et des feux arrière intégrés, avec un clignotant central, rappelant la Ford Galaxie de 1961. Ce changement notable par rapport à la génération précédente semblait refléter une approche similaire adoptée par BMW en 1962 avec sa série Neue Klasse, axée sur la construction de coupés compacts et de berlines de performance abordables.
La S50 était commercialisée sur certains marchés avec la désignation A150. Sur les marchés européens (et dans d'autres marchés d'exportation), elle était également connue sous le nom de PMC-Mikado A150. La S50-2 était également vendue sous le nom de S56SE A190D pour les marchés européens et asiatiques (tels que Hong Kong britannique), équipée du moteur diesel D-6 OHV de 1,9 litre développant 55 ch (56 ch). Ce modèle offrait des niveaux de finition et d'équipement similaires à ceux de la S50S-2. En Europe, les testeurs de l'époque ont souligné la compacité de la voiture (plus proche d'une 1.0 litre que d'une 1.5 litre) et ses performances vives, en grande partie grâce à une vitesse extrêmement basse. L'abondance de l'éclairage de la voiture a également été remarquée, avec des phares doubles, de nombreux feux d'avertissement, et plusieurs éclairages internes. Le comportement routier des voitures a également été salué, ce qui a contribué aux succès de la Skyline à six cylindres en compétition.
En août 1966, Nissan et Prince se sont fusionnés, donnant naissance à la S50, qui est apparue sous le nom de Nissan Prince Skyline. En octobre 1966, la S50-2 a été dévoilée, bénéficiant d'un léger lifting comprenant une nouvelle calandre, des feux arrière rectangulaires, des ajustements intérieurs, ainsi que l'ajout d'un évent d'extraction sur le pilier C. Ce modèle a été commercialisé sous divers noms tels que Prince Skyline, Prince A150 ou PMC A150, selon les différents marchés. Tous les revendeurs « Prince » ont été intégrés aux concessionnaires japonais Nissan/Datsun existants, tout en conservant la dénomination Prince pour devenir le Nissan Prince Store.
En août 1967, la S50-3 a été lancée. Les feux arrière et les clignotants avant ont été élargis pour adopter une forme rectangulaire, bien que le reste de la voiture soit demeuré identique à la série S50-2. La S50-3 a représenté la dernière utilisation du moteur G-1 dans les modèles Prince. De plus, la version Deluxe a été rebaptisée série S57.

### S54
En mai 1964, Prince a lancé les versions compétition et route de la Skyline 2000GT. Basée sur la S50D-1, elle utilisait le moteur G-7 de la Gloria S41, mais nécessitait un allongement de l'empattement de 200 mm pour accueillir le six cylindres en ligne dans le compartiment moteur. La voiture a concouru dans la deuxième édition du Grand Tourisme II (GT-II) japonais le 3 mai 1964, visant la victoire face à la Porsche 904. Les Skyline GT ont réalisé des performances de la deuxième à la sixième place. Seulement 100 unités de la S54A-1 ont été produites à des fins d'homologation, se vendant instantanément grâce au succès en course. La S54A-1 était équipée d'un moteur six cylindres en ligne de 2,0 litres à carburateur unique, produisant 105 ch et 16,0 kg⋅m de couple, avec une transmission manuelle à 4 vitesses de série. Des options telles que trois carburateurs Weber, un différentiel à glissement limité, une transmission manuelle à 5 vitesses, un volant sport et un refroidisseur d'huile étaient disponibles.
En février 1965, la Prince Skyline 2000GT (S54B-2) a été commercialisée au Japon, suivie en septembre de la 2000GT-A (S54A-2), moins puissante. Le modèle S54B-2 a été rebaptisé 2000GT-B. La GT-B était équipée de trois carburateurs Weber 40DCOE-18, produisant 125 ch et 17,0 kg⋅m de couple, avec une suspension arrière à barre de torsion, un volant Nardi, des freins assistés et des freins à disque avant de série. La GT-A moins chère ne disposait pas du volant Nardi, des freins assistés, des freins à disque avant et de la barre de torsion arrière. Des options supplémentaires telles que des ceintures de sécurité, une radio, un réservoir de carburant plus grand, un différentiel à glissement limité, une transmission manuelle à 5 vitesses et des kits de suspension de course étaient disponibles pour les deux modèles.
En octobre 1966, la GT a subi un léger lifting similaire à la S50D-2, conservant ses feux arrière ronds d'origine. Ce modèle était connu sous le nom de S54-3, avec un équipement similaire à celui de la S54-2, à l'exception des ceintures de sécurité et de la transmission manuelle à 5 vitesses devenues standard pour la GT-B uniquement.
Les versions sud-australiennes utilisaient le moteur S54B, la différence résidant dans la boîte de vitesses : la GT-A avait une boîte à 4 vitesses, tandis que la GT-B était équipée de la boîte de vitesses européenne ZF à 5 vitesses.

### S57
En août 1967, Prince a lancé le S57 en tant que successeur du S50D-2, équipé d'un nouveau moteur conçu par Prince (avant la fusion avec Nissan), le G15 OHC d'une cylindrée de 1,5 litre (1 483 cm³). Avec une puissance de 88 chevaux (65 kW ; 87 ch), il s'agissait du moteur le plus puissant de sa catégorie au Japon pour une cylindrée de 1 500 cm³. La S57D présentait une similitude presque totale avec la S50S-3, à l'exception de la calandre qui arborait un badge rouge « 88 » (pour 88 ch) ainsi qu'un badge « OHC » au-dessus du feu de recul droit. L'insigne sur le coffre mentionnait « Prince », tandis que les insignes latéraux affichaient « Skyline 1500 » ou « Skyline 1500 Deluxe ». Un badge « NISSAN » était placé sur le côté gauche de la calandre et sous le feu de recul gauche. Après l'abandon de la marque Prince, l'insigne « NISSAN » sous le feu de recul a été supprimé (l'insigne sur la calandre est resté), et les insignes « Prince » ont été remplacés par « NISSAN », bien que l'emblème stylisé « P » sur le capot soit resté inchangé.

## Troisième génération
La gamme C10, débutée en août 1968 et amorcée sous la supervision de Prince au centre de recherche et développement d'Ogikubo dans la banlieue de Tokyo, est commercialisée sous l'égide de Nissan. Lors du lancement de la C10, les insignes Prince sont entièrement retirés des voitures et des camions. Le réseau de concessionnaires vendant ces véhicules est intégré au canal de distribution de Nissan, bien que le groupe marketing demeure au siège de Prince à Mita plutôt que de déménager au siège de Nissan à Ginza.
La C10 Skyline est lancée avec un moteur G15 à arbre à cames en tête de 1,5 litre, issu de Prince et désigné S57. Une version G18 de 1,8 litre est également disponible. Une déclinaison break, précédemment connue sous le nom de Prince Skyway, est proposée dans cette génération. Un coupé à toit rigide est introduit en octobre 1970. Le châssis et la suspension de la Skyline sont désormais partagés avec la toute nouvelle Laurel, axée sur le luxe et dotée d'un empattement plus long. Elles sont exclusives aux Nissan Stores en tant que compagnons juniors de la limousine exécutive Nissan President. La suspension comporte des jambes de force MacPherson à l'avant et une suspension indépendante à bras semi-oscillant à l'arrière.
Les feux de freinage et arrière sont modifiés pour adopter des unités carrées, incluant désormais des feux doubles pour les côtés gauche et droit du véhicule. Du fait que la Skyline était dorénavant un produit Nissan, elle est repositionnée au-dessus de la Bluebird en tant que berline et coupé plus sportifs, tandis que la Bluebird demeure exclusive aux magasins Nissan. Son esthétique présente une certaine similitude avec celle de la Fiat 2300 de 1961, conçue par Pininfarina.

### 2000GT
La version 2000GT est d'abord proposée avec un moteur 6 cylindres en ligne 2.0 L de 120 chevaux. En octobre 1968, la puissance est diminuée à 105 chevaux. Nissan introduit une option à boite automatique en juin 1970, puis un coupé 2 portes en octobre 1970.

### 2000GT-X
En septembre 1971, la KGC10 2000 GT-X reçoit un moteur 6 cylindres en ligne 2.0 L de 130 chevaux en remplacement du moteur Prince G-7. En mars 1972, la gamme s'élargit avec une GT-X berline 4 portes.

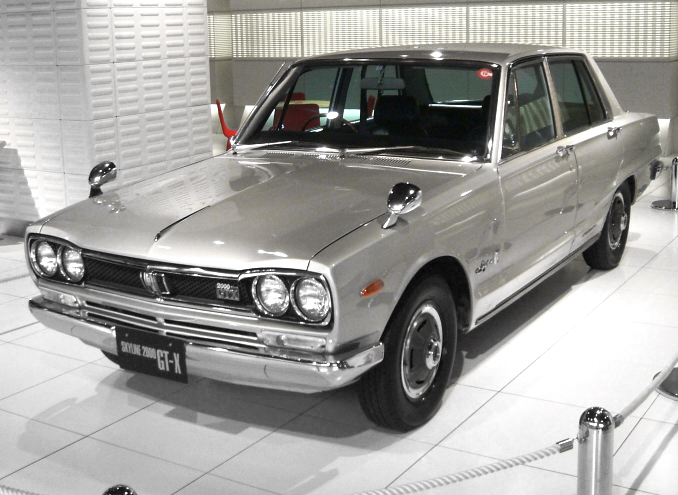
Facelift Nissan Skyline 2000 GT-X berline (KGC10)
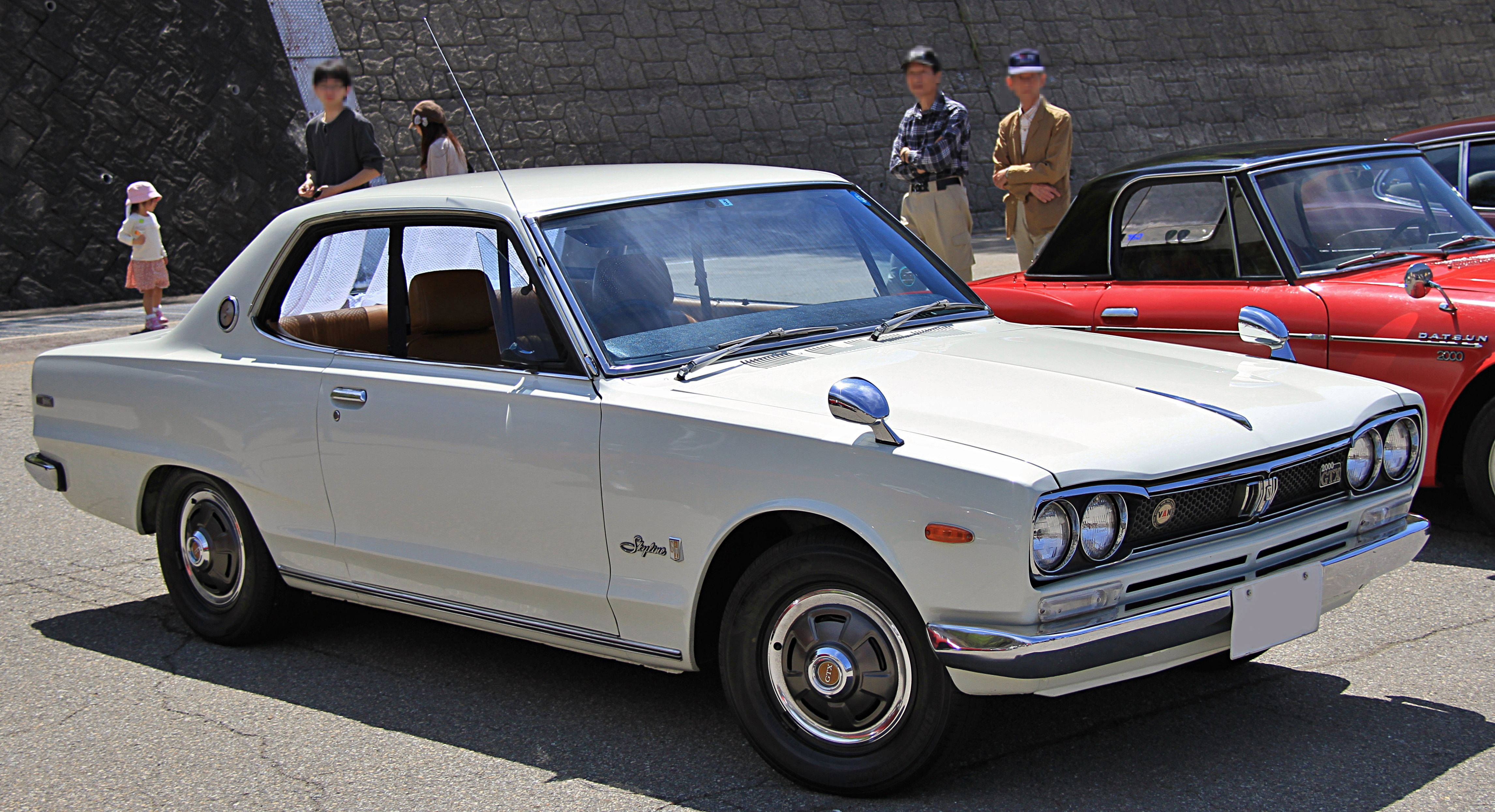
Facelift Skyline 2000 GT-X hardtop coupé (KGC10)
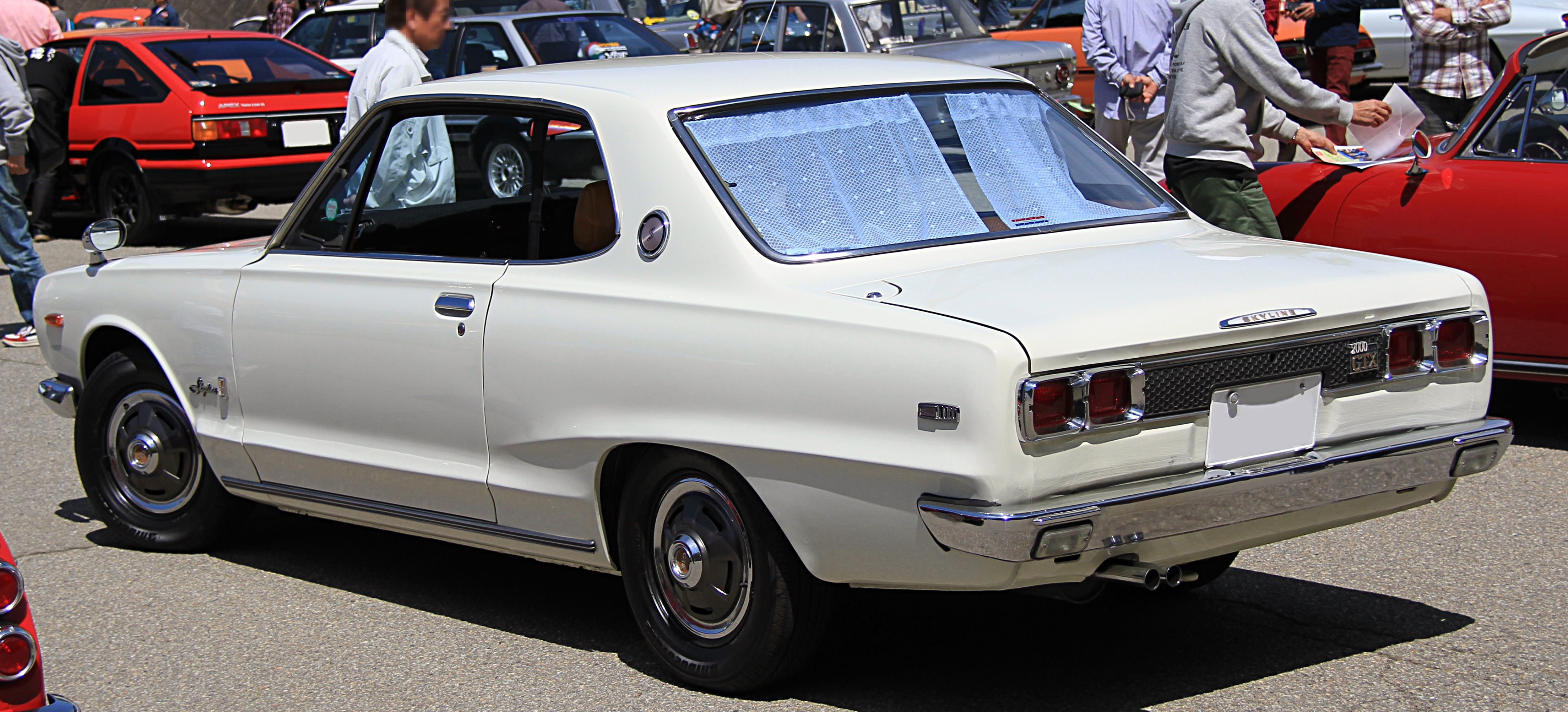
Facelift Skyline 2000 GT-X hardtop coupé (KGC10)

### GT-R
La première Skyline GT-R apparait en février 1969. Elle est dotée du 2 litres S20 (1 998 cm3) porté à 160 ch (119 kW) grâce à l'introduction d'une culasse double arbre à cames en tête à 4 soupapes par cylindre, d'une puissance équivalente à celle des meilleures voitures de sport de l'époque, et qui équipait également la Prince R380 de course. Celle-ci est souvent appelée Hakosuka (ハコスカ, hakosuka).

## Quatrième génération (C110)
La génération C110 fut produite de 1972 à 1977. Quatre modèles étaient disponibles :
- 1600 GT : 1,6 litre quatre cylindres en ligne ;
- 1800 GT : 1,8 litre quatre cylindres en ligne ;
- 2000 GT-X : 2 litres six cylindres en ligne L20, 130 ch (96 kW) ;
- 2000 GT-R : 2 litres six cylindres en ligne S20, 160 ch (118 kW).

## Cinquième génération (C210)
La génération C210 de 1977 à 1981 proposait uniquement des six cylindres en ligne. La version GT-EX remplaça la GT-R avec un moteur à turbocompresseur, le L20ET. Ce fut le premier moteur turbo à équiper une voiture japonaise.
Modèles :
- 1600 TI : 1,6 litre "L16" six cylindres en ligne ;
- 1800 TI : 1,8 litre "L18" six cylindres en ligne ;
- 2000 GT : 2 litres "L20" six cylindres en ligne, 130 ch (96 kW) ;
- 2000 GT-EX : 2 litres "L20ET" turbo six cylindres en ligne, 140 ch (103 kW).

## Sixième génération (R30)

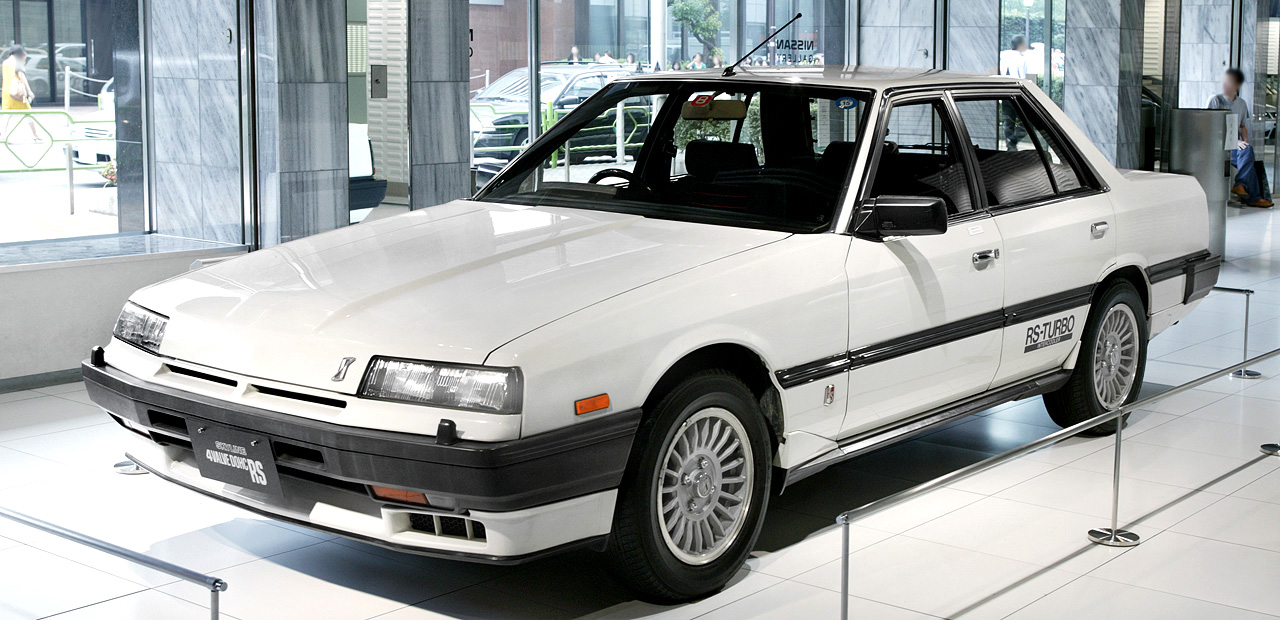

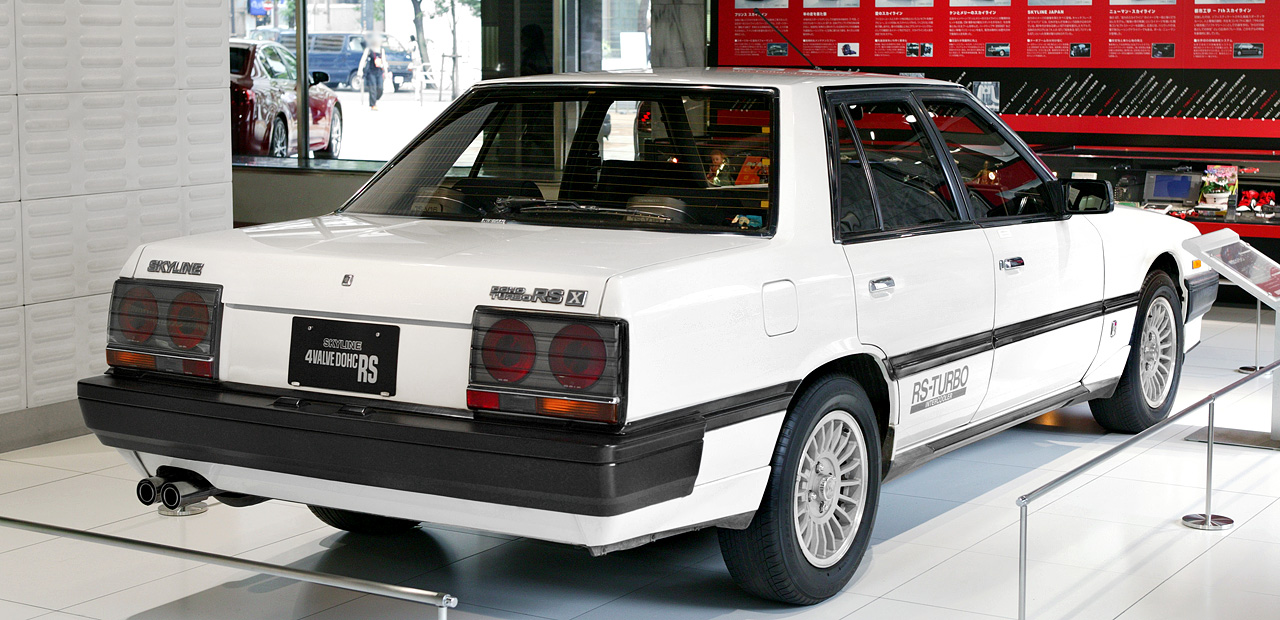

La génération R30 fut produite de 1981 à 1985.
Modèles :
- 1800TI : 1,8 litre Z18 DOHC six cylindres en ligne, 105 ch (77 kW) ;
- 2000GT/EX : 2 litres L20E DOHC six cylindres en ligne ;
- 2800GT : 2,8 litres L28E DOHC six cylindres en ligne ;
- 2000GT-EX : 2 litres L20ET turbo six cylindres en ligne, 140 ch (103 kW) ;
- RS : 2 litres FJ20E DOHC quatre cylindres en ligne, 150 ch (110 kW) ;
- RS-X : 2 litres FJ20ET DOHC turbo quatre cylindres en ligne, 190 à 205 ch (140 à 151 kW) ;
- 2000GT-ES Paul Newman Version : 2 litres L20ET turbo six cylindres en ligne, 140 ch (103 kW).

## Septième génération (R31)

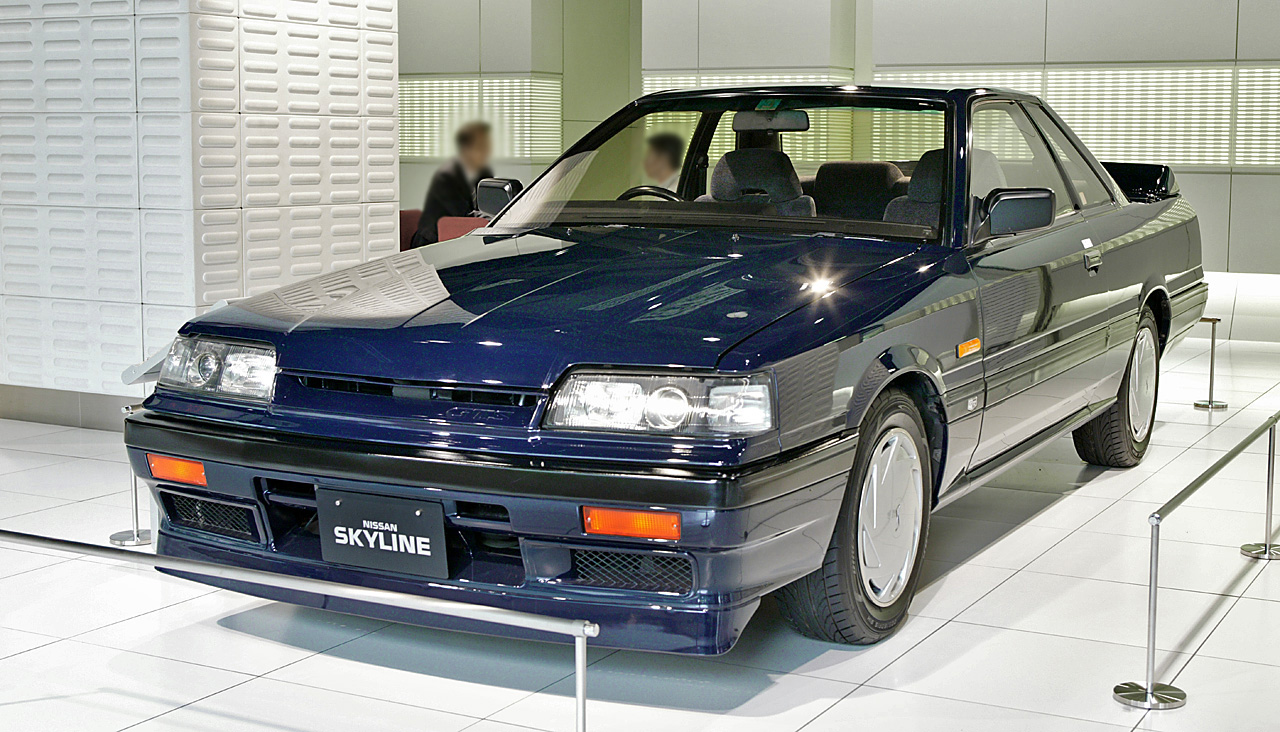

La génération R31, produite de 1985 à 1989, était la première génération de Skyline à être équipée des moteurs RB six cylindres en ligne.
La R31 fut également produite et vendue en Australie et en Afrique du Sud avec des motorisations spécifiques.
Modèles japonais :
- 1800I : 1,8 litre CA18(i) SOHC quatre cylindres en ligne, 100 ch (75 kW) ;
- Passage GT : 2 litres RB20DE DOHC six cylindres en ligne ;
- Passage GT : 2 litres RB20DET DOHC turbo six cylindres en ligne, 180 ch (132 kW) ;
- GTS : 2 litres RB20DET DOHC turbo six cylindres en ligne, 180 ch (132 kW) ;
- GTS-X : 2 litres RB20DET DOHC turbo six cylindres en ligne, 190 ch (140 kW) ;
- GTS-R : 2 litres RB20DET-R DOHC turbo six cylindres en ligne, 210 ch (154 kW).

Modèles australiens :
- Pintara : 2 litres CA20E quatre cylindres en ligne, 102 ch (76 kW) ;
- GX, Executive, GXE, Silhouette, Ti : 3 litres RB30E DOHC six cylindres en ligne, 155 ch (114 kW) ;
- GTS1 : 3 litres RB30E DOHC six cylindres en ligne, 176 ch (130 kW) ;
- GTS2 : 3 litres RB30E DOHC six cylindres en ligne, 190 ch (140 kW).

Modèles sud-africains :
- 2.0 GL, 2.0 GLE : 2 litres CA20S quatre cylindres en ligne, 106 ch (78 kW) ;
- 2.0 SGLi : 2 litres RB20E DOHC six cylindres en ligne, 115 ch (85 kW) ;
- 3.0 SGLi : 3 litres RB30E DOHC six cylindres en ligne, 171 ch (126 kW).

## Huitième génération (R32)
Pour les articles homonymes, voir R32.
La génération R32 fut produite de 1989 à 1994 et disponible en version berline 4 portes et coupé 2 portes.
Modèles :

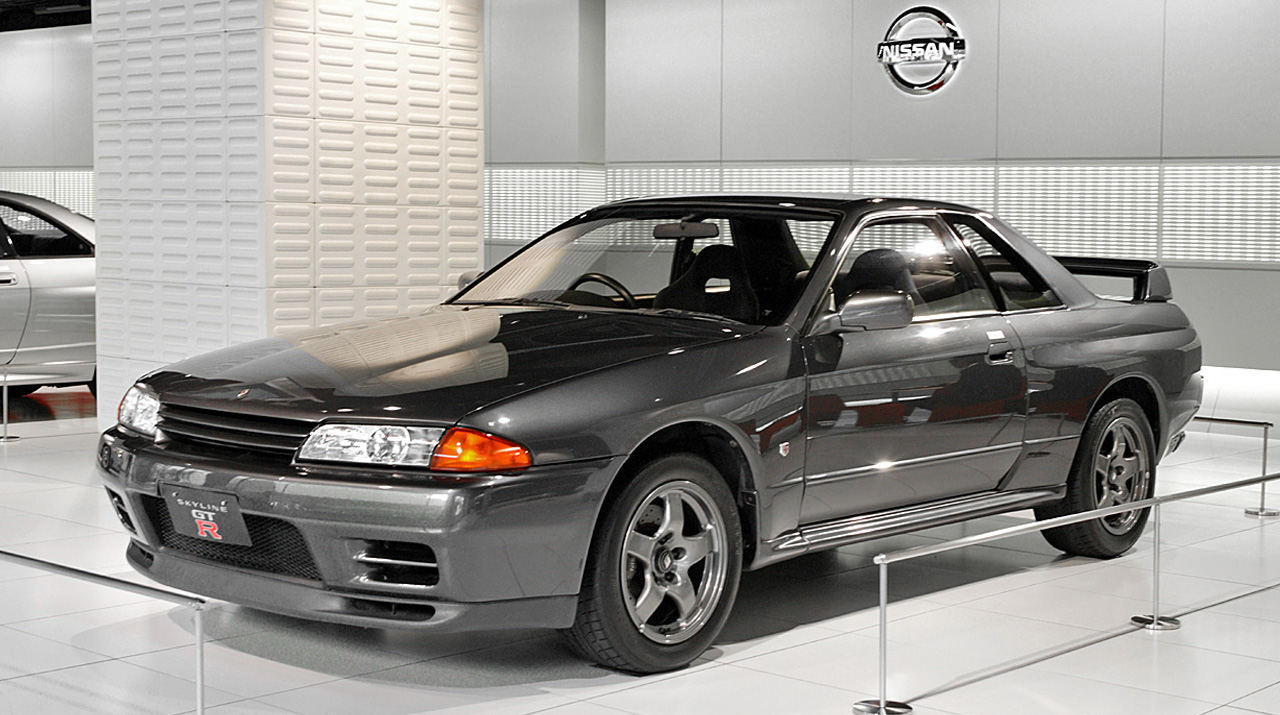

- GXi Type-X - 1,8 litre CA18i quatre cylindres en ligne, 91 ch (67 kW) ;
- GTE Type-X - 2 litres RB20E six cylindres en ligne, 125 ch (93 kW) ;
- GTS Type-X, S, J - 2 litres RB20DE six cylindres en ligne 155 ch (115 kW) ;
- GTS-25 Type-X, S, XG - 2,5 litres RB25DE DOHC six cylindres en ligne, 180 ch (132 kW) ;
- GTS-t Type-M - 2 litres RB20DET turbo six cylindres en ligne, 212 ch (156 kW) ;
- GTS-4 - 2 litres RB20DET turbo six cylindres en ligne, 212 ch (156 kW) (quatre roues motrices) ;
- GT-R - 2,6 litres RB26DETT twin-turbo six cylindres en ligne, 280 ch (206 kW) (versions NISMO, N1, VSPEC et VSPECII).

### GT-R
La Skyline R32 GT-R possédait 4 roues motrices et directrices (Super Hicas). Le moteur RB26DETT est un six cylindres en ligne de 2 568 cm3, il est équipé de deux turbos et développe 280 ch (206 kW).
Elle est conçue pour servir de base d'homologation pour la voiture devant courir en JGTC (Japan Gran Touring championship), et se destine aux courses de voitures de tourisme, à la manière des Honda NSX et Mazda RX-7.
Rapidement, sa version course reprend le surnom de ces prédécesseurs (KPGC10) Godzilla pour ses performances sur la piste. La R32 GT-R participe à la 1000 touring car race à Bathurst en Australie pour concourir face aux Holden et Ford V8. Elle remporte plusieurs titres au Japon, en Australie. Elle remporte aussi la Guia Race à Macao en 1990 et les 24h de Spa-Francorchamps en 1991.

## Neuvième génération (R33)

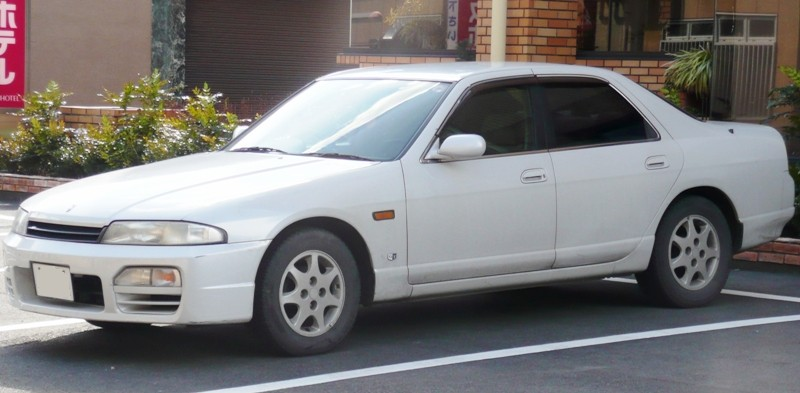
Une R33 berline.

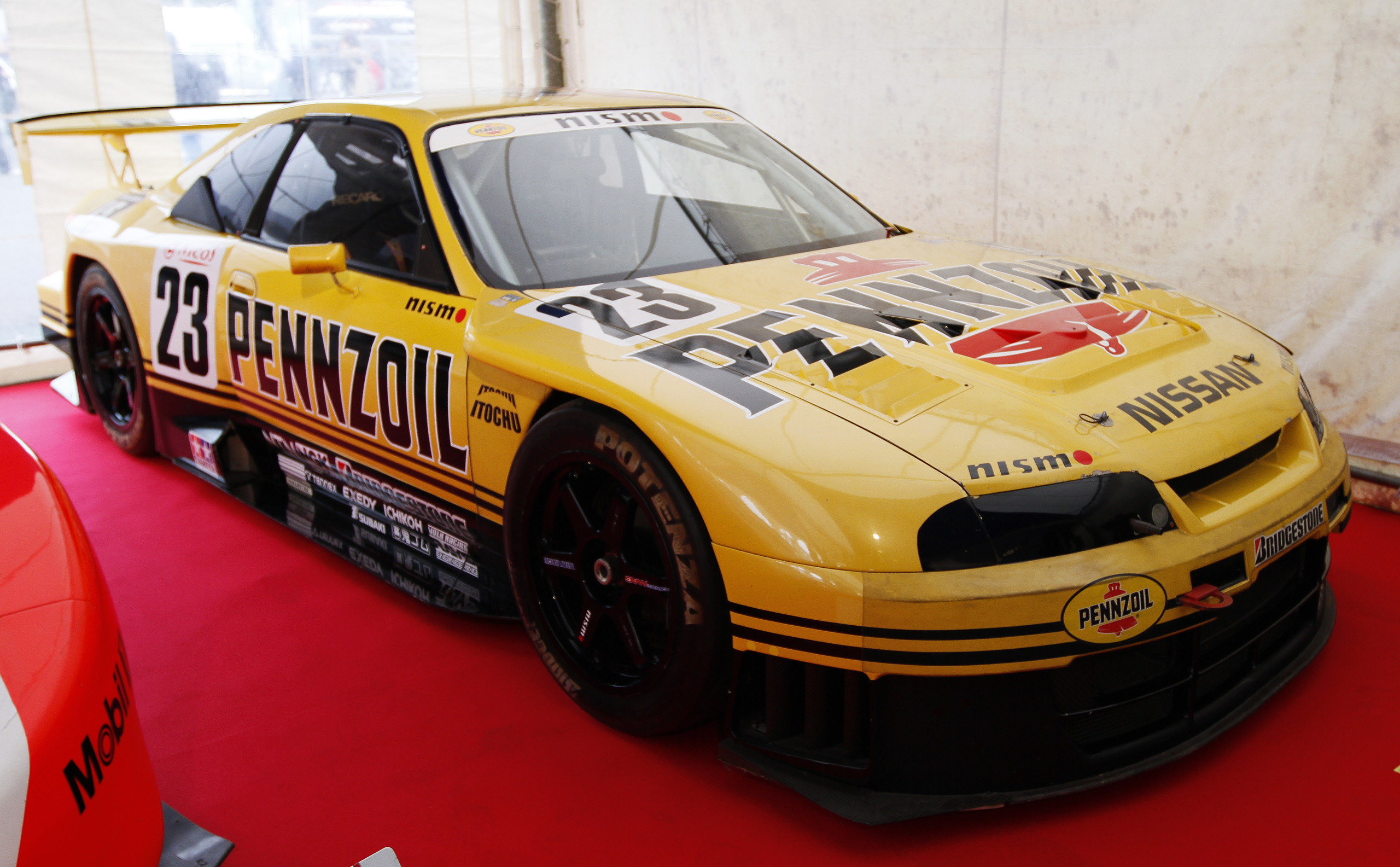
Nissan Skyline R33 Pennzoil Nismo de 1998.

La génération R33 fut produite de 1993 à 1999. Il y a eu deux séries de modèles GTS, S1 (93 à 94) et S2 (95 à 99). Quelques différences comme la grille et le pare-chocs les différencient.
Pour célébrer le 40e anniversaire de la Skyline, une très rare GT-R 4 portes fut commercialisée.
Modèles :
- HR33 GTS - 2.0 L RB20E SOHC six cylindres en ligne, 130 ch (96 kW) ;
- ER33 GTS25 - 2.5 L RB25DE DOHC six cylindres en ligne, 190 ch (140 kW) ;
- ENR33 GTS-4 - 2.5 L RB25DE DOHC six cylindres en ligne, 190 ch (140 kW) ;
- ECR33 GTS25T - 2.5 L RB25DET DOHC turbo six cylindres en ligne, 255 ch (188 kW) ;
- BCNR33 GT-R - 2.6 L RB26DETT DOHC twin-turbo six cylindres en ligne, 305 ch (224 kW) (annoncée à 280 ch) ;
- GT-R LM - 2.6 L RB26DETT DOHC twin-turbo six cylindres en ligne, 305 ch (224 kW) ;
- 400R - 2.8 L RBX-GT2 DOHC twin-turbo six cylindres en ligne, 400 ch (294 kW).

### GT-R
La GTR fut introduite seulement à partir de 1995.
En 1996, une série limitée dérivée de la GT-R appelé NISMO 400R est créée, développant 400 ch (294 kW).

## Dixième génération (R34)
La R34 fut produite de 1998 à 2003.
Modèles :

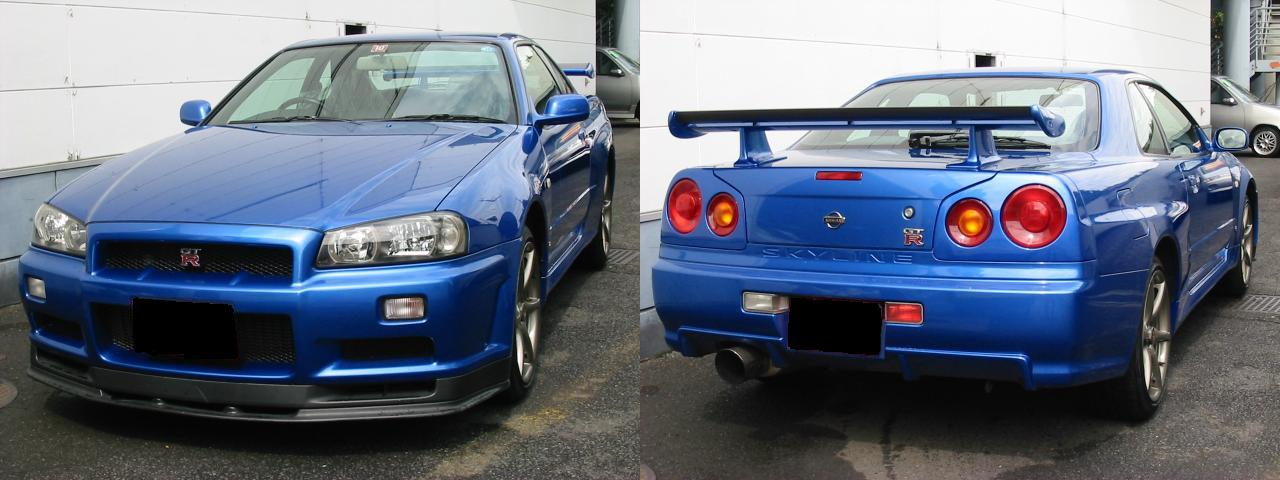

- GT '98,'00/GT Special Edition '00 - 2 litres, RB20DE six cylindres en ligne, 140 ch (103 kW) châssis HR34 ;
- GT Special Edition '01 - 2 litres, RB20DE [NEO straight 6] six cylindres en ligne, 155 ch (115 kW) châssis HR34 ;
- 25GT '98,'00/25GT-X '98,'00 - 2,5 litres, RB25DE six cylindres en ligne, 193 ch (142 kW) châssis ER34 ;
- 25GT-FOUR '98,'00/25GT-X-FOUR'98,'00 - 2,5 litres, RB25DE six cylindres en ligne, 193 ch (142 kW) transmission 4RM châssis ENR34 ;
- 25GT-FOUR-LSelection '99,'00 - 2,5 litres, RB25DE [NEO straight 6] six cylindres en ligne, 193 ch (142 kW) transmission 4RM châssis ENR34 ;
- 25GT-V '99,'00 - 2,5 litres, RB25DE six cylindres en ligne, 193 ch (142 kW) châssis ER34 ;
- 25GT-t '98,'99,'00/25GT-X-t '98,'99 - 2,5 litres, RB25DET turbo six cylindres en ligne, 280 ch (206 kW) châssis ER34.

Les GT-X sont disponibles uniquement en quatre portes (ce qui n’empêche pas les autres de disposer elles aussi de versions deux et quatre portes).

### GT-R
La R34 détient beaucoup de records sur piste, et a gagné de très nombreuses fois le championnat japonais JGTC.
Modèles R34 GT-R :
- GT-R '99 - 2,6 litres, RB26DETT twin-turbo six cylindres en ligne, 332 ch (244 kW) (bridée à 280 ch au Japon) ;
- GT-R '00 ;
- GT-R V-Spec '99 ;
- GT-R V-Spec II '00 ;
- GT-R V-Spec N1 '99 ;
- GT-R V-Spec II N1 '00 ;
- GT-R M-Spec '01 ;
- GT-R V-Spec II Nür '02 ;
- GT-R M-Spec Nür '02 ;
- GT-R Midnight Purple II '99 ;
- GT-R V-Spec Midnight Purple II '99 ;
- GT-R Midnight Purple III '00 ;
- GT-R V-Spec Midnight Purple III '00 ;
- GT-R R-tune '99 : produite par Nismo ;
- GT-R Z-tune '05 : produite en 20 exemplaires par Nismo sur des GT-R R34 rachetées à des particuliers (Nissan n'en produisait plus). Le moteur est un RB28Z2.

### RB26DETT
Le moteur RB26DETT est le six cylindres en ligne des Nissan Skyline GT-R à partir de la R32 jusqu'à la R34 (Skyline GT-R de seconde génération). La signification de ces lettres est :
- R : Série du moteur ;
- B : Type de carburant ;
- 26 : la cylindrées en litres, qui est de 2,6 litres ;
- D : Double overhead camshaft (DOHC). (Double arbre à cames en tête) ;
- E : Electronic injection. (Injection électronique) (Le E désignant une injection électronique multipoint) ;
- TT : twin-turbo à turbocompresseurs jumelés (un turbo pour trois cylindres).

## Onzième génération (V35)
La 11e génération de Skyline est produite à partir de 2001 et partage la même plate-forme que la Nissan 350Z. Elle est notamment équipée du moteur VQ35 3,5 litres de 280 ch, également présent dans la 350Z. Aux États-Unis, la Skyline V35 est vendue en tant que G35 sous la marque Infiniti. La Skyline V35 n'a pas été déclinée en une version GT-R.

## Douzième génération (V36)
La douzième génération de Skyline a été introduite au Japon le 20 novembre 2006. Elle est disponible en berline quatre portes ou en coupé. Elle est motorisée par deux V6 : le VQ25HR (2,5 litres) et le VQ35HR (3,5 litres) passé ensuite à 3,7 litres. La Skyline V36 est aussi vendue sous la marque Infiniti depuis 2007, d'abord en Amérique du Nord, puis est arrivée fin 2008 en Europe. Le coupé-cabriolet, disponible chez Infiniti, n'est pas proposé dans la gamme Nissan.

## Treizième génération (V37)
La 13e génération est lancée en 2014, et introduit les motorisations hybrides.

## Nismo
Nismo (Nissan Motorsport), division sportive de Nissan, a participé à l'élaboration de nombreuses versions sportives de la Skyline, telle que la série limitée Nismo 400R de 1996, sur base de la R33 GT-R. Nismo fut aussi responsable de l'engagement des Nissan Skyline GT-R dans le championnat JGTC de 1994 à 2003, avec au total 6 titres pilotes obtenus.

## Tuning
La Nissan Skyline GT-R est une base très utilisée dans le monde de la préparation automobile, notamment grâce à son excellent moteur qui accepte des pressions de suralimentation très élevées, son châssis vif au départ et très facilement améliorable et son physique musclé très apprécié du grand public.
Par conséquent, elle fut tout de suite adoptée par les tuners amateurs et professionnels tels que HKS, Blitz, Top Secret ou encore Mine's qui en ont fait leur marque de fabrique (HKS détient par exemple le record mondial sur 400 m DA catégorie "Owner Country Vehicle Type ET Trap Speed Induction" en 4 roues motrices et pneus slicks avec une Skyline R33 GTR préparée).

## Jeux vidéo
La première apparition de la Skyline dans le jeu vidéo Zero 4 Champ R sur Super Nintendo. Depuis la Skyline est présente dans de très nombreux jeux vidéo de voitures et de tuning, notamment dans la série des Gran Turismo.
Liste des jeux-vidéo dans lesquels la Skyline apparaît :
- Gran Turismo 1, 2, 3, 4, 5, 6 et GT Sport (quasiment tous les modèles de Skyline sont disponibles ainsi que les versions de course (JGTC, Le Mans...)
- Enthusia Professional Racing (R32/R33/R34/KPGC10/KPGC110 GT-R et JGTC'03 Nismo R34)
- R:Racing Evolution (Calsonic Skyline)
- Initial D Arcade Stage, Initial D Extreme Stage (R34 25 GT-t et R32 GT-R)
- Wangan Midnight Maximum Tune (GT-R R32 et autres modèles de Skyline)
- Street Racing Syndicate
- Need for Speed: Underground, Underground 2, Carbon, ProStreet, Undercover, Shift, World, Most Wanted 2012, Need for Speed 2015, Payback
- The Fast and the Furious et Tokyo Drift
- Sega GT 2002 (KPGC10, KPGC110, R32, R33, R34)
- Forza Horizon (Skyline GT-R R34,GT-R), Horizon 2 (R33 V-Spec, R34 V-Spec II, GT-R Black Edition), Horizon 3, Horizon 4, Horizon 5
- Forza Motorsport et Motorsport 2 (R32, R34), Motosport 3 et 4 (KPGC10, R32, R34), 5, 6 et 7
- Metropolis Street Racer
- Midnight Club 3: Dub Edition Remix
- Midnight Club: Los Angeles
- The Gateway (R33)
- Project Gotham Racing (Skyline GT-R 34)
- Sega GT (Nismo GT-R 34 et R32, V-Spec R33, Pennzoil Nismo R34)
- Tokyo Xtreme Racer (beaucoup de coupés/berlines/GT-R des années 1970 à 2000)
- Juiced
- Juiced 2: Hot Import Nights
- Kaido Battle (R32, R33, R34 25)
- Import Tuner Challenge (GT-R R32, R34)
- Road Race 3
- Test Drive Unlimited (GT-R R34)
- Race Driver: GRID (GT-R R34 Z-Tune)
- Blur (GT-R R34 Z-Tune)
- Driver San Francisco (GT-R R33)
- Project Gotham Racing 3 (GT-R R34)
- The Crew (GT-R R34)
- DriveClub (GT-R R34 V-Spec II)
- Assetto Corsa (GT-R R34)
- Rocket League (GT-R)
- Auto Modellista

## Films et télévision
- Fast and Furious (GT-R R33)
- 2 Fast 2 Furious (GT-R R34)
- Fast and Furious: Tokyo Drift (GT-R R33 et R32)
- Fast and Furious 4 (GT-R R33, GTR R34, GT-R R35)
- Fast and Furious 5 (GTR coupé 1972, GT-R R35)
- Fast and Furious 6 (GT-R R35)
- Infernal Affairs (GT-R R33)
- Jackie Chan sous pression (GT-R R32)
- 2009: Lost Memories (GT-R R33)
- Shuto Kousoku Trial (GT-R R32, R30)
- Initial D (animé) (GTR R32, GTR R34 V-Spec II Nür, GTR R34 25GT)
- Initial D (film) (GTR R32)
- Wangan Midnight (animé) (GTR R32, GTR R33)
- Tokyo burnout / Wangan Midnight (film) (GT-R R34)
- Nicky Larson (Saison 4 épisode 4)
- Tokyo Vice (Saison 1, Épisode 6) (GT-R R34)